# Bangladesh ai Giochi della XXXI Olimpiade
Il Bangladesh ha partecipato ai Giochi della XXXI Olimpiade, che si sono svolti a Rio de Janeiro, Brasile, dal 5 al 21 agosto 2016, con una delegazione di sette atleti impegnati in cinque discipline. Portabandiera alla cerimonia di apertura è stato il golfista Siddikur Rahman, alla sua prima Olimpiade.
Si è trattato della nona partecipazione di questo paese ai Giochi estivi. Così come nelle precedenti edizioni, non sono state conquistate medaglie.